# Cortyta luteola
Cortyta luteola är en fjärilsart som beskrevs av W. Warren 1913. Cortyta luteola ingår i släktet Cortyta och familjen nattflyn. Inga underarter finns listade i Catalogue of Life.